# Street féminin aux Jeux olympiques d'été de 2020
Cet article traite de l'épreuve féminine. Pour la compétition masculine, voir Street masculin aux Jeux olympiques d'été de 2020.
Pour des articles plus généraux, voir Jeux olympiques d'été de 2020 et Skateboard aux Jeux olympiques.
Navigation
Paris 2024
L'épreuve féminine de street en skateboard aux Jeux olympiques d'été de 2020 à Tokyo a lieu le 26 juillet 2021, au Parc de sports urbains d'Ariake.

## Médaillés
| Or             | Argent      | Bronze        |
| Momiji Nishiya | Rayssa Leal | Funa Nakayama |

## Format de la compétition
Les skateuses disputent un tour de qualification à l'issue duquel les 8 meilleures se qualifient pour la finale.
Elles effectuent chacun 2 runs de 45 secondes puis cinq « best tricks », où la skateuse doit réaliser une seule figure, seuls les quatre meilleurs scores des sept passages sont retenus.

## Programme
L'épreuve féminine de street se déroule sur une journée selon le programme suivant :
Tous les horaires correspondent à l'UTC+9
| Date                  | Horaire | Manche         |
| --------------------- | ------- | -------------- |
| Lundi 26 juillet 2021 | 09 h 00 | Qualifications |
| Lundi 26 juillet 2021 | 12 h 25 | Finale         |

## Résultats

### Qualifications
Les huit premières se qualifient pour la finale.
| Rang | Série | Skateuse          | Nation      | Run  | Run  | Trick | Trick | Trick | Trick | Trick | Total |
| Rang | Série | Skateuse          | Nation      | 1    | 2    | 1     | 2     | 3     | 4     | 5     | Total |
| ---- | ----- | ----------------- | ----------- | ---- | ---- | ----- | ----- | ----- | ----- | ----- | ----- |
| 1    | 3     | Funa Nakayama     | Japon       | 1.40 | 4.66 | 0.00  | 5.21  | 0.00  | 4.50  | 0.00  | 15.77 |
| 2    | 3     | Momiji Nishiya    | Japon       | 3.15 | 3.20 | 0.00  | 4.05  | 0.00  | 4.62  | 3.53  | 15.40 |
| 3    | 4     | Rayssa Leal       | Brésil      | 3.29 | 2.01 | 2.82  | 0.00  | 3.37  | 3.20  | 5.05  | 14.91 |
| 4    | 2     | Roos Zwetsloot    | Pays-Bas    | 1.00 | 3.71 | 2.80  | 2.53  | 2.93  | 4.04  | 0.00  | 13.48 |
| 5    | 2     | Aori Nishimura    | Japon       | 2.97 | 3.01 | 0.00  | 0.00  | 0.00  | 3.00  | 3.84  | 12.82 |
| 6    | 4     | Zeng Wenhui       | Chine       | 1.66 | 2.42 | 4.92  | 0.00  | 3.31  | 0.00  | 0.00  | 12.31 |
| 7    | 2     | Margielyn Didal   | Philippines | 1.71 | 2.77 | 3.01  | 0.00  | 3.02  | 0.00  | 3.22  | 12.02 |
| 8    | 4     | Alexis Sablone    | États-Unis  | 1.81 | 1.13 | 2.70  | 4.20  | 3.06  | 0.00  | 0.00  | 11.77 |
| 9    | 4     | Leticia Bufoni    | Brésil      | 2.21 | 2.58 | 2.62  | 2.20  | 2.81  | 0.00  | 2.90  | 10.91 |
| 10   | 3     | Pamela Rosa       | Brésil      | 1.25 | 3.57 | 2.82  | 0.00  | 0.00  | 0.00  | 2.42  | 10.06 |
| 11   | 4     | Lore Bruggeman    | Belgique    | 3.43 | 3.40 | 1.21  | 1.23  | 0.00  | 0.00  | 0.00  | 9.27  |
| 12   | 1     | Keet Oldenbeuving | Pays-Bas    | 2.22 | 2.14 | 2.01  | 2.33  | 0.00  | 0.00  | 0.00  | 8.70  |
| 13   | 1     | Mariah Duran      | États-Unis  | 1.52 | 1.42 | 0.00  | 0.00  | 0.00  | 0.00  | 5.01  | 7.95  |
| 14   | 1     | Asia Lanzi        | Italie      | 1.31 | 1.20 | 1.13  | 0.00  | 1.93  | 1.23  | 1.66  | 6.13  |
| 15   | 1     | Andrea Benítez    | Espagne     | 1.94 | 1.81 | 0.00  | 0.40  | 0.00  | 0.70  | 1.51  | 5.96  |
| 16   | 2     | Hayley Wilson     | Australie   | 0.93 | 3.31 | 0.00  | 0.00  | 0.00  | 0.00  | 1.10  | 5.34  |
| 17   | 3     | Charlotte Hym     | France      | 1.31 | 1.00 | 1.82  | 0.00  | 0.00  | 1.01  | 1.20  | 5.34  |
| 18   | 2     | Julia Brueckler   | Autriche    | 1.10 | 0.71 | 1.80  | 0.00  | 0.00  | 0.00  | 1.49  | 5.10  |
| 19   | 1     | Annie Guglia      | Canada      | 0.86 | 0.63 | 0.65  | 0.81  | 0.00  | 0.40  | 1.03  | 3.35  |
| 20   | 3     | Alana Smith       | États-Unis  | 0.46 | 0.39 | 0.40  | 0.00  | 0.00  | 0.00  | 0.00  | 1.25  |

### Finale
Momiji Nishiya remporte l'épreuve du street féminin.
| Rang | Skateuse        | Nation      | Run  | Run  | Trick | Trick | Trick | Trick | Trick | Total |
| Rang | Skateuse        | Nation      | 1    | 2    | 1     | 2     | 3     | 4     | 5     | Total |
| ---- | --------------- | ----------- | ---- | ---- | ----- | ----- | ----- | ----- | ----- | ----- |
| 1    | Momiji Nishiya  | Japon       | 3.02 | 2.91 | 0.00  | 0.00  | 4.15  | 4.66  | 3.43  | 15.26 |
| 2    | Rayssa Leal     | Brésil      | 2.94 | 3.13 | 0.00  | 3.91  | 4.21  | 3.39  | 0.00  | 14.64 |
| 3    | Funa Nakayama   | Japon       | 2.62 | 2.67 | 0.00  | 5.00  | 0.00  | 4.20  | 0.00  | 14.49 |
| 4    | Alexis Sablone  | États-Unis  | 2.52 | 2.01 | 4.03  | 0.00  | 5.01  | 0.00  | 0.00  | 13.57 |
| 5    | Roos Zwetsloot  | Pays-Bas    | 3.34 | 3.80 | 4.12  | 0.00  | 0.00  | 0.00  | 0.00  | 11.26 |
| 6    | Zeng Wenhui     | Chine       | 2.13 | 2.60 | 0.00  | 4.93  | 0.00  | 0.00  | 0.00  | 9.66  |
| 7    | Margielyn Didal | Philippines | 2.33 | 2.22 | 0.00  | 2.97  | 0.00  | 0.00  | 0.00  | 7.52  |
| 8    | Aori Nishimura  | Japon       | 0.46 | 3.46 | 0.00  | 3.00  | 0.00  | 0.00  | 0.00  | 6.92  |